# The Conquest of Everest
The Conquest of Everest (pt: A Conquista do Everest) é um filme (documentário) britânico de 1953, dirigido por George Lowe, sobre várias expedições ao monte Everest. Foi premiado pela Academy Award como o melhor documentário.